# 雙零拱門

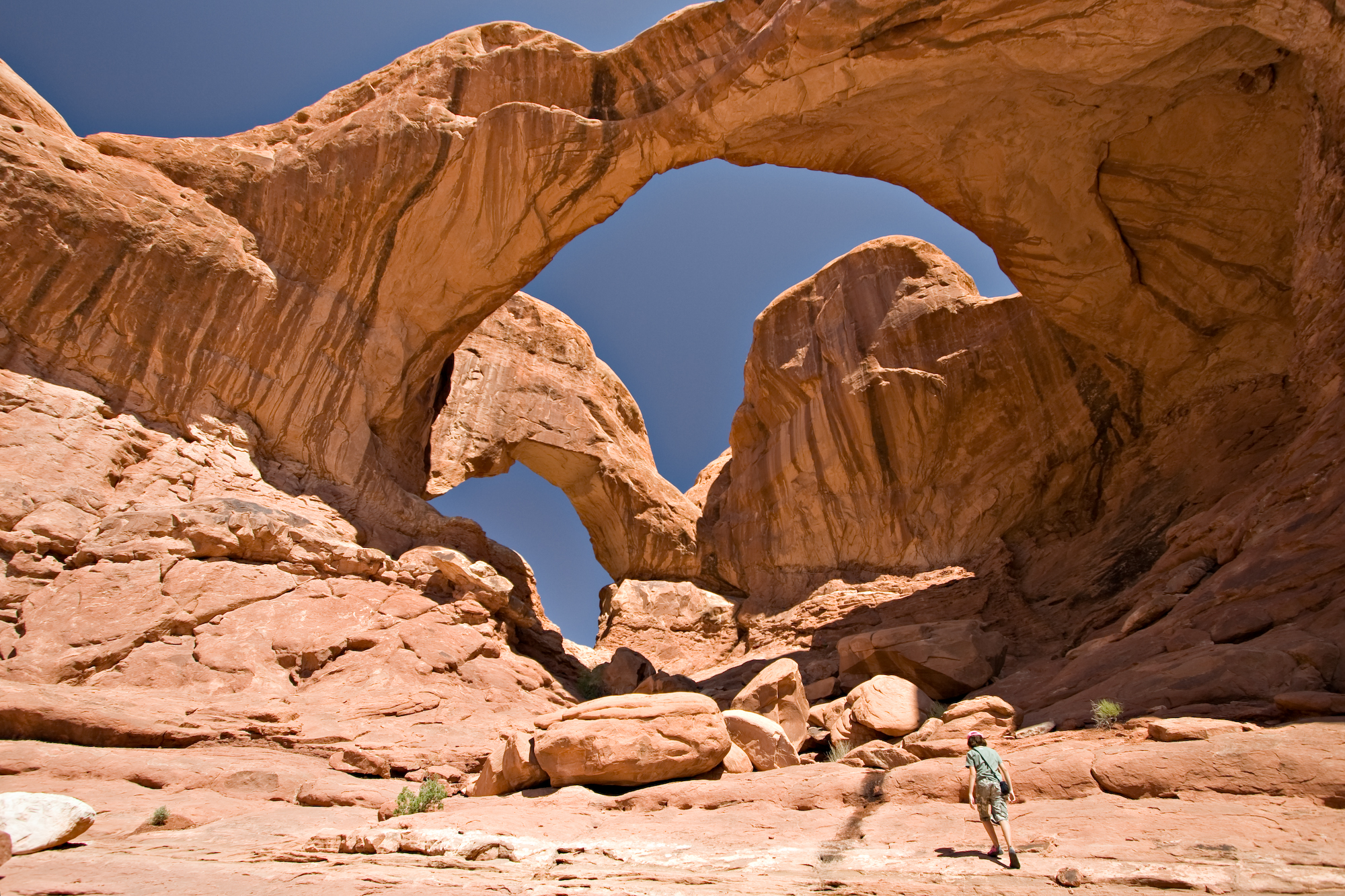
雙拱門

雙拱門 （英語：Double Arch）是位於美國猶他州拱門國家公園的一個自然景觀景點，因有兩個幾乎相同大小的自然形成拱門而聞名。該地形是由上方的水侵蝕而成，與公園中其他多數由側面侵蝕有所不同。
電影《聖戰奇兵》曾以該地點為場景。